# Nhà hát lớn Poznań

Nhà hát lớn, Poznań

Nhà hát lớn, Poznań (tiếng Ba Lan: Teatr Wielki im. Stanisława Moniuszki w Poznaniu) là một nhà hát opera theo phong cách tân cổ điển ở Poznań, Ba Lan. Nó được đặt theo tên của nhà soạn nhạc nổi tiếng người Ba Lan Stanisław Moniuszko.

## Lịch sử
Được thiết kế bởi kiến trúc sư người Đức Max Littmann, và khánh thành vào năm 1910 với vở diễn Cây sáo thần (Wolfgang Amadeus Mozart), Nhà hát Lớn ở Poznań là một sân khấu opera chính ở Greater Poland Voivodeship hiện do Michał Znaniecki làm đạo diễn.
Mùa diễn của nó diễn ra từ giữa tháng 9 đến giữa tháng 6 và công ty tổ chức "Lễ hội Verdi" hàng năm vào tháng 10 và "Lễ hội ETA Hoffmann" vào tháng 4, thường có những vị khách đặc biệt.

## Kiến trúc
Mặt tiền của tòa nhà là một cổng vòm khổng lồ được xây dựng theo các quy tắc của kiến trúc cổ điển của La Mã cổ đại. Hàng chục bậc thang hoành tráng được bao quanh bởi hai tác phẩm điêu khắc: bên trái, một người phụ nữ cưỡi sư tử; và bên phải, một người đàn ông xử lý một con báo. Ở đầu cầu thang có sáu cột Ionic đồ sộ với một mặt hồi hình tam giác được bao bọc bởi một bức tượng Pegasus, một biểu tượng của tòa nhà. Về phía đông là vị trí nhà hàng cũ và về phía tây là lối vào riêng cho hoàng đế. Nội thất bao gồm các hội trường được trang trí đẹp mắt, tiền sảnh và các phòng khác, đèn chùm pha lê và trang trí tường phong phú.